# Christopher Rowe
Christopher Rowe (* 8. April 1961 im Vereinigten Königreich) ist ein deutsch-britischer Kameramann.
Christopher Rowe wurde in England geboren und kam Mitte der 1980er Jahre nach Deutschland. Seit Ende der 1990er Jahre ist er als Kameramann tätig. 2003 wurde er für den Deutschen Kamerapreis in der Kategorie "Reportage" für seine Arbeiten für die Reihe 360° – Geo-Reportage nominiert.

## Filmografie (Auswahl)
- 1999–2000: Hinter Gittern – Der Frauenknast (Fernsehserie, 14 Folgen)
- 2002: Sophiiiie!
- 2003–2017: Durch die Nacht mit … (Dokumentarserie, 14 Folgen)
- 2004: Baal
- 2005: Ein Koala-Bär allein zu Haus
- 2005: Fazıl Say – Alla Turca (Dokumentarfilm)
- 2006: Tatort: Aus der Traum
- 2007: Tatort: Der Tote vom Straßenrand
- 2007: GG 19 – Deutschland in 19 Artikeln (Episode 19)
- 2008: Unter Strom
- 2008: Eschede Zug 884
- 2008–2010: Rennschwein Rudi Rüssel (Fernsehserie, 19 Folgen)
- 2010: Die Kinder von Blankenese
- 2012: Hänsel und Gretel
- 2019: Weil Du nur einmal lebst – Die Toten Hosen auf Tour